# LSM2
LSM2 (англ. LSM2 homolog, U6 small nuclear RNA and mRNA degradation associated) – білок, який кодується однойменним геном, розташованим у людей на короткому плечі 6-ї хромосоми. Довжина поліпептидного ланцюга білка становить 95 амінокислот, а молекулярна маса — 10 835.
| 10         |  | 20         |  | 30         |  | 40         |  | 50         |
| ---------- |  | ---------- |  | ---------- |  | ---------- |  | ---------- |
| MLFYSFFKSL |  | VGKDVVVELK |  | NDLSICGTLH |  | SVDQYLNIKL |  | TDISVTDPEK |
| YPHMLSVKNC |  | FIRGSVVRYV |  | QLPADEVDTQ |  | LLQDAARKEA |  | LQQKQ      |

A: Аланін

C: Цистеїн

D: Аспарагінова кислота

E: Глутамінова кислота

F: Фенілаланін

G: Гліцин

H: Гістидин

I: Ізолейцин

K: Лізин

L: Лейцин

M: Метіонін

N: Аспарагін

P: Пролін

Q: Глутамін

R: Аргінін

S: Серин

T: Треонін

V: Валін

Кодований геном білок за функціями належить до рибонуклеопротеїнів, фосфопротеїнів. 
Задіяний у таких біологічних процесах, як процесинг мРНК, сплайсинг мРНК. 
Білок має сайт для зв'язування з РНК. 
Локалізований у ядрі.